# Stefan IX
Stefan IX lub Stefan X (łac. Stefanus IX, właśc. Fryderyk z Lotaryngii OSB; ur. prawdopodobnie na początku XI wieku w Lotaryngii, zm. 29 marca 1058 we Florencji) – 154 papież, sprawował urząd w okresie od 2 sierpnia 1057 do 29 marca 1058 roku.

## Życiorys
Stefan IX z pochodzenia był Niemcem. Był synem Gozela I i bratem książąt Godfryda Brodatego i Gozelo II. Przed wyborem na Stolicę Piotrową był archidiakonem sprzyjającym reformom i zaufanym przyjacielem Leona IX. Pełnił funkcje kanclerza Kościoła rzymskiego i legata papieskiego na synodzie w Konstantynopolu (1054), a następnie opata Monte Cassino i kardynała-prezbitera od św. Chryzogona.
Gdy zmarł Wiktor II, reformatorzy rzymscy porozumieli się z Fryderykiem, co do uzgodnienia następcy i zaproponowali pięciu kandydatów (wśród nich byli m.in. Hildebrand i Humbert z Silva Candida). Ostatecznie jednak wybrano właśnie Fryderyka, który przyjął imię Stefan. Przed wyborem nie została skierowana prośba do regentki Agnieszki o wyrażenie zgody na tę kandydaturę, lecz Stefan sam wystosował taką prośbę zaraz po wyborze (którą uzyskał).
Zdecydowanie sprzeciwiał się symonii i zawierania małżeństw przez księży – usiłował wprowadzić celibat. Starając się wdrożyć reformy, mianował kardynałów Hildebranda i Humberta swoimi doradcami, a reformatora Piotra Damianiego kardynałem-biskupem Ostii; ponadto żywo zainteresował się ruchem patarenów. Na wiosnę 1058 roku planował rozpocząć wyprawę przeciw Normanom i w tym celu chciał nawet zawiązać sojusz z Kościołem wschodnim. Zlecił opracowanie nowych zasad, które uniemożliwiłyby wpływ cesarza i arystokracji rzymskiej na wybór papieża. W marcu 1058, by spotkać się ze swym bratem, wyruszył do Florencji, gdzie zmarł i został pochowany (w Katedrze św. Reparaty).
W niektórych źródłach jest wymieniany jako święty, którego wspomnienie liturgiczne obchodzone jest 29 marca.